# Дівер (Нідерланди)
Дівер (нід. Diever) — село в нідерландській провінції Дренте. Входить до муніципалітету Вестервелд.
Його площа становить 36,73 км², а населення станом на 2021 рік складало 2 715 осіб.
До 1998 року мало статус окремого муніципалітету.

## Галерея

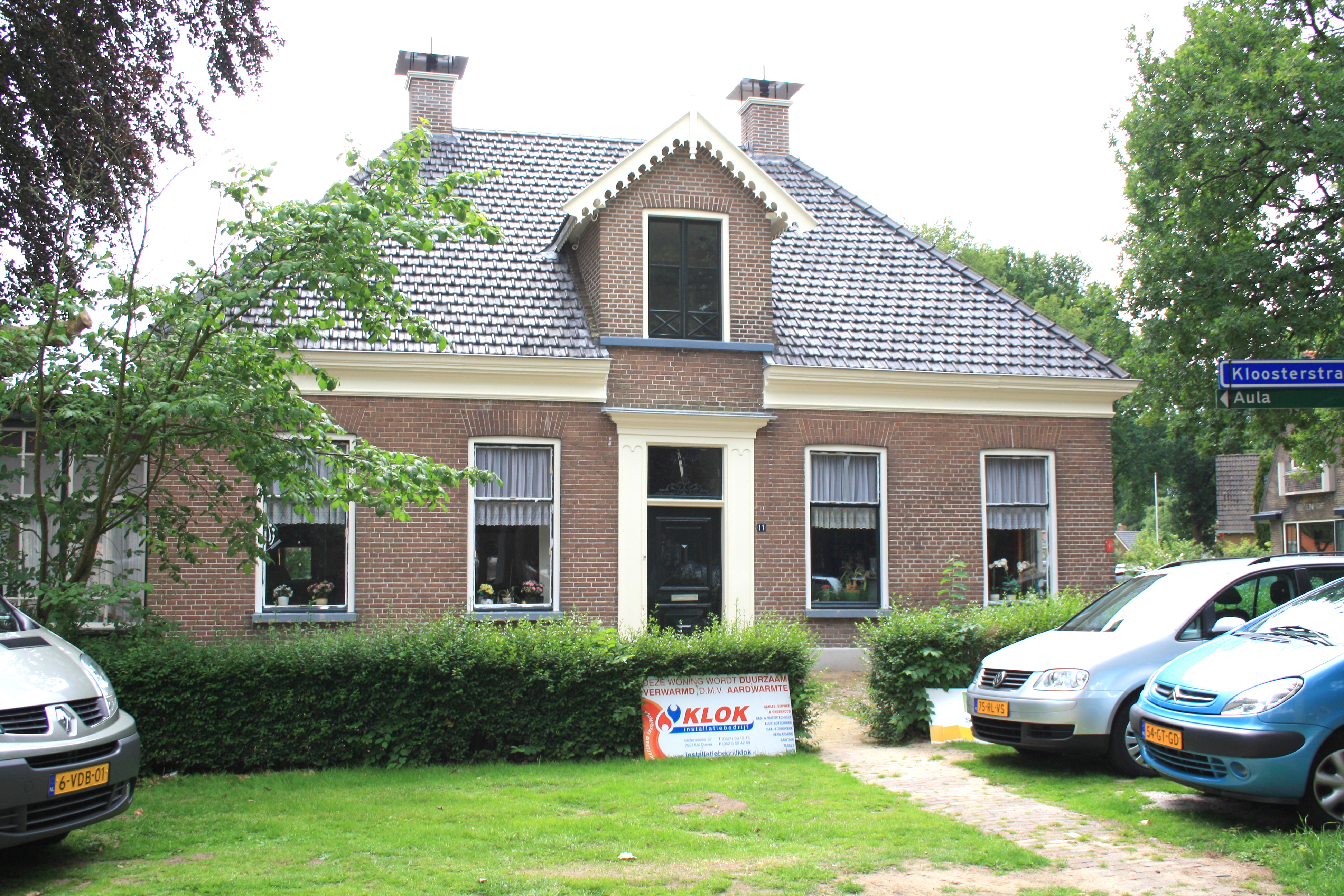
Сільський будинок
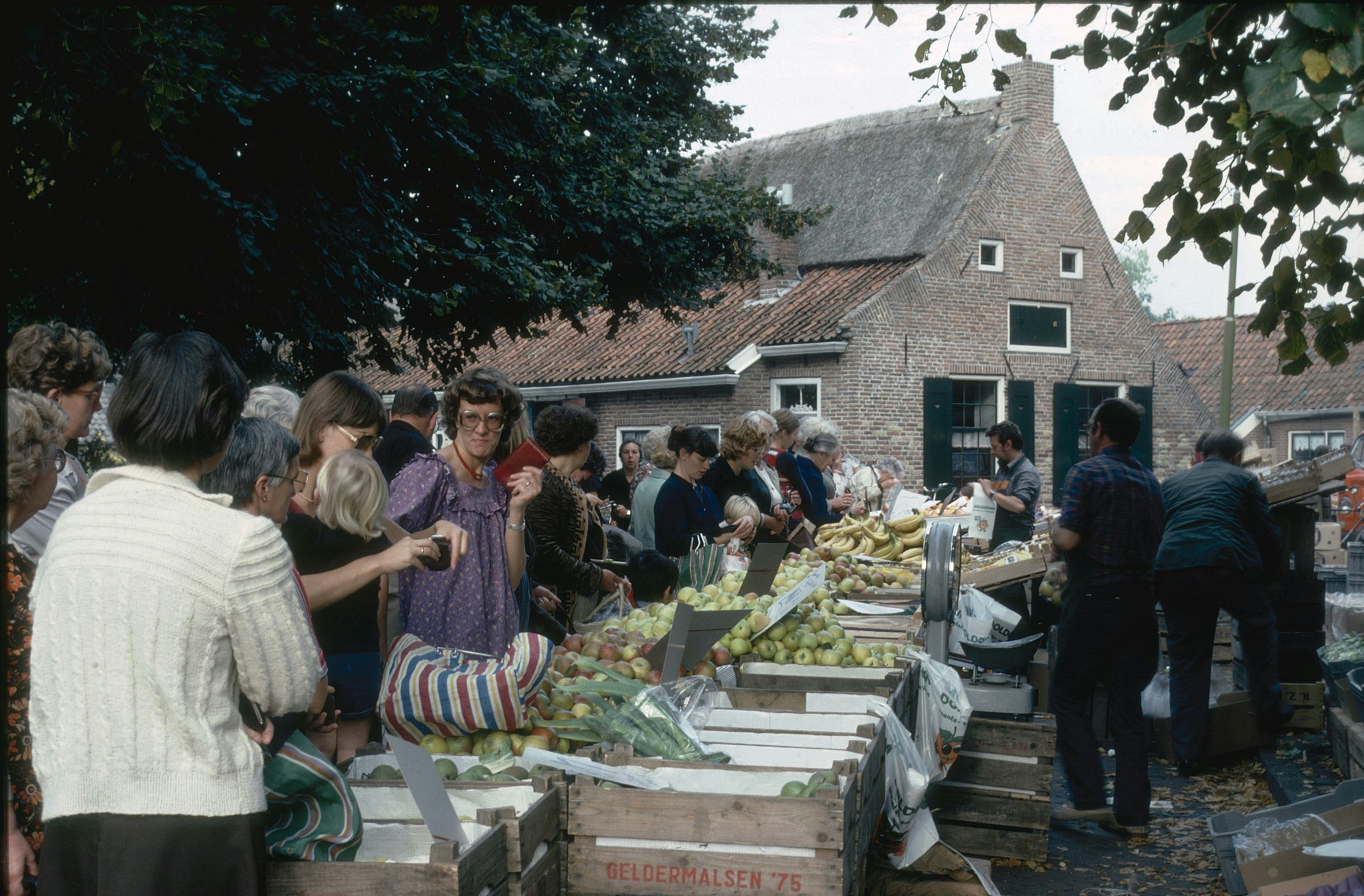
Ринок у Дівері (1980)
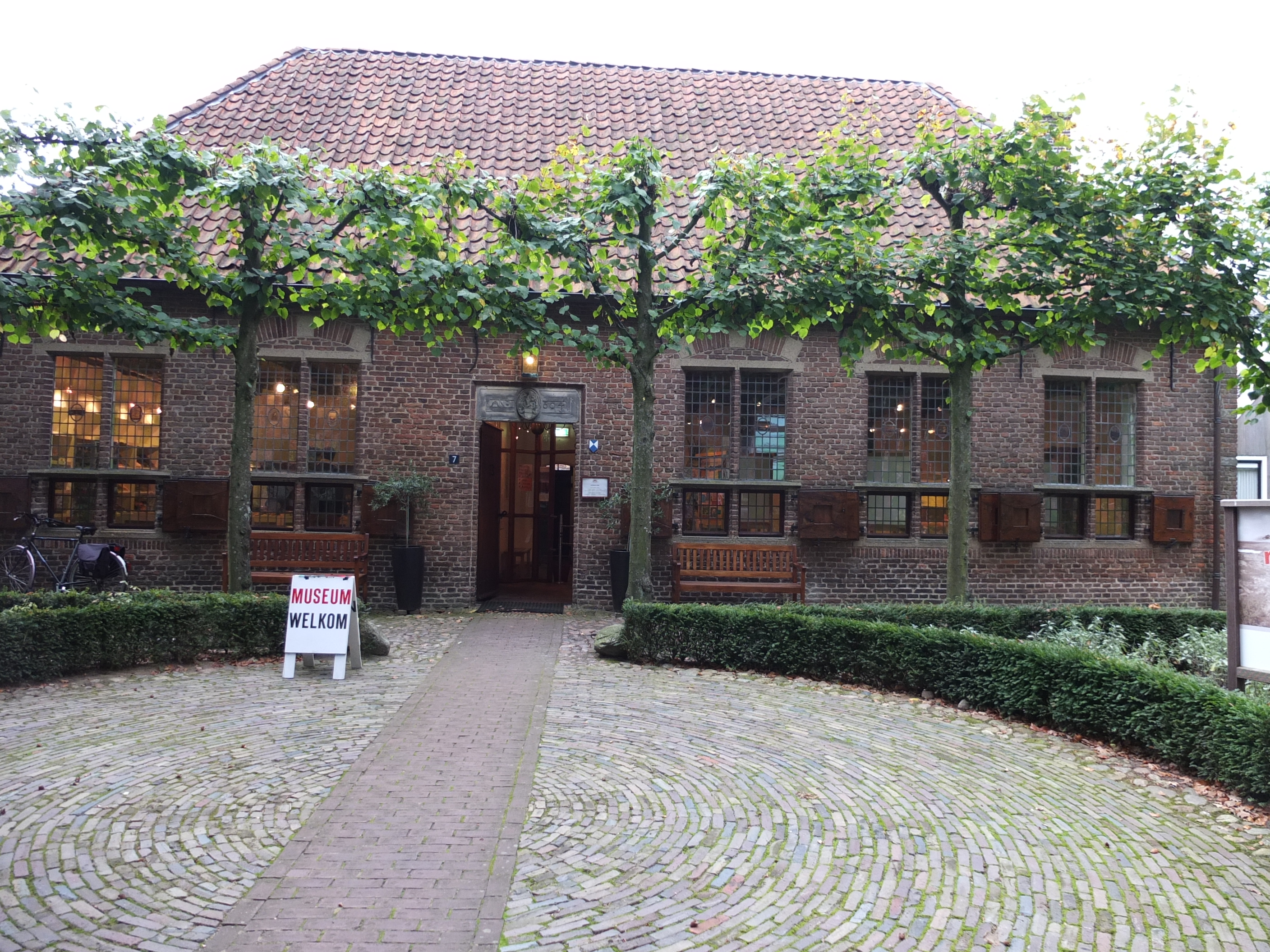
Археологічний музей
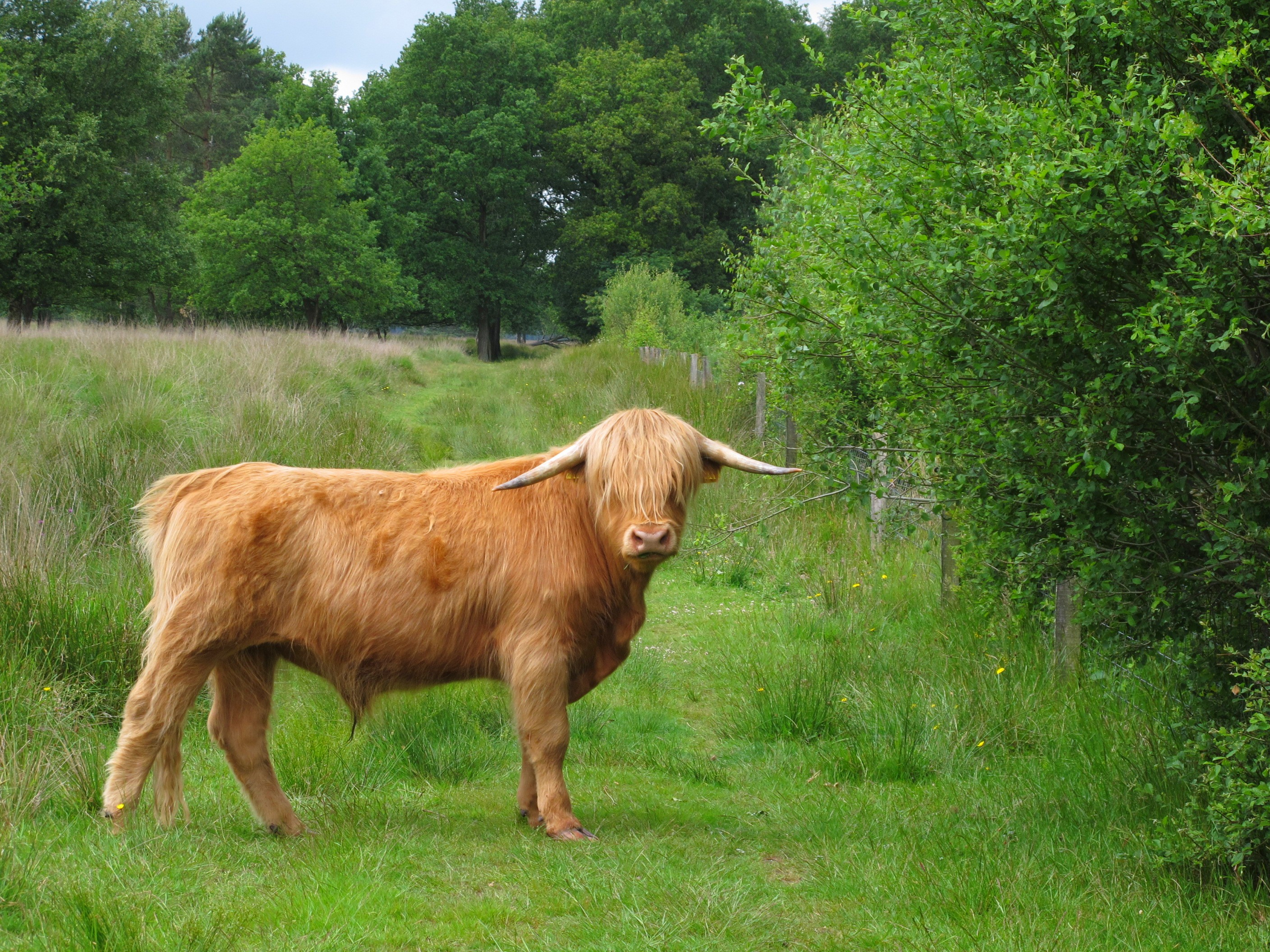
Бик на пасовищі поблизу Дівера